# Synagoga w Jarocinie
Synagoga w Jarocinie – synagoga znajdująca się w Jarocinie przy ulicy Małej.
Żydów w Jarocinie wspomniano po raz pierwszy w 1669, natomiast drewniana bóźnica istniała tam od 1686. W 1773 spaliła się, ale wkrótce ją odbudowano, ponownie jako drewnianą. Obecna synagoga murowana została zbudowana w latach 1841–1843, dzięki wsparciu i pomocy ówczesnego właściciela Jarocina, Władysława Radolińskiego. Podczas II wojny światowej hitlerowcy zdewastowali wnętrze synagogi, która nie powróciła już do funkcji religijnej (Niemcy wymordowali żydowską społeczność Jarocina). Po zakończeniu wojny w zrujnowanej synagodze mieściły się magazyny. W 1949 została przeznaczona na salę gimnastyczną i aulę szkolną. W latach 1978–1985 przeszła remont. 
Murowany budynek synagogi wzniesiono na planie prostokąta. Do dziś częściowo zachował się wystrój zewnętrzny budynku, w tym wnęki po wysokich, półokrągle zakończonych oknach.